# Zombie Walk

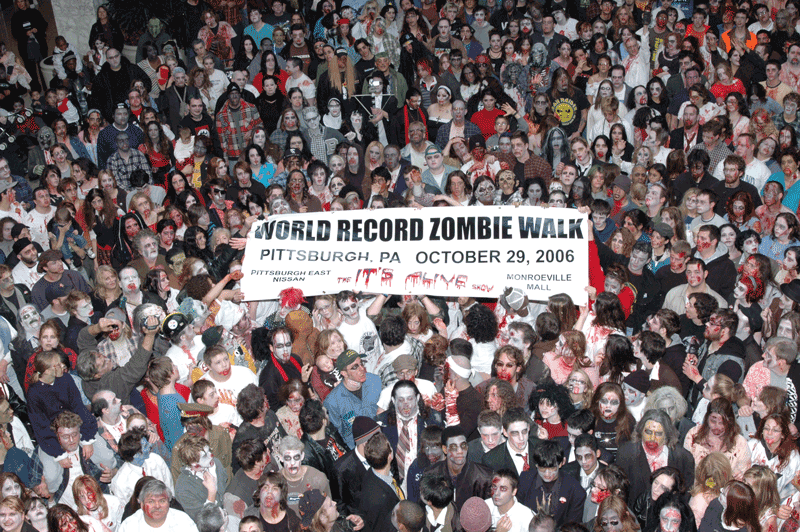
Der Zombie Walk in Pittsburgh 2006 führte zu einem Eintrag in das Guinness-Buch der Rekorde

Ein Zombie Walk ist eine aus Nordamerika stammende öffentliche Veranstaltung, bei der sich die Teilnehmer als Zombies verkleiden und schminken.
Der erste Zombie Walk fand am 19. August 2001 im US-amerikanischen Sacramento statt.
Am 29. Oktober 2006 gelang nahe Pittsburgh 894 Teilnehmern ein Eintrag in das Guinness-Buch der Rekorde. Die Teilnehmerzahlen stiegen im Folgenden teilweise stark an, so dass im australischen Brisbane 2010 circa 10.000 Menschen teilnahmen.
In Deutschland fand der erste Zombie Walk am 21. Januar 2006 in Köln statt. Im Jahr 2007 wurden schon in mehreren deutschen Städten Zombie Walks veranstaltet, so zum Beispiel in Köln am 1. November 2007 und am 31. Oktober im Jahre 2007 in Essen.
In den folgenden Jahren stiegen die Teilnehmerzahlen der großen Walks immer mehr an. In einigen Städten mussten Zombie Walks abgesagt werden, da sie vom Ordnungsamt keine Genehmigung zur Durchführung erhalten hatten. Dabei ist der Umgang von Kommunen mit diesem Event bundesweit unterschiedlich. Während in einzelnen Städten die Zombie Walks einfach geduldet werden, ist es in anderen Städten notwendig, die Veranstaltung anzumelden sowie eine Veranstalterhaftpflichtversicherung abzuschließen. 